# Wilan Louis
Wilan Louis, född 1 mars 1983, är en friidrottare från Barbados. Han deltog vid olympiska sommarspelen 2000.